# Paul Masvidal
Paul Albert Masvidal (Miami, Florida, 20. siječnja 1971.) američki je gitarist, glazbenik i producent. Gitarist je, pjevač i izvorni član sastava Cynic. Također je svirao sa sastavima kao što su Death, Onward With Love, Æon Spoke i Portal. Vodi samostalni projekt Masvidal.

## Privatni život
Masvidal je vegetarijanac od 1989. godine. U svibnju 2014. objavio je da je homoseksualac.

## Diskografija
Death
- Human (1991.)

Cynic
- Focus (1993.)
- Traced in Air (2008.)
- Kindly Bent to Free Us (2014.)

Æon Spoke
- Above the Buried Cry (2004.)
- Æon Spoke (2007.)